# 旧盤浦駅
旧盤浦駅（クバンポえき）は、大韓民国ソウル特別市瑞草区盤浦本洞に位置するソウル地下鉄9号線の駅。駅番号は(921)。

## 駅構造
相対式ホーム2面2線を有する地下駅で、フルスクリーンタイプのホームドアが設置されている。改札口に通じる階段はホーム1面につき3ヶ所、エレベータはホーム1面につき1基ある。
改札口は1ヶ所、化粧室は改札外に1ヶ所あり、出口は3番まである。

### のりば
| 上り | 9号線 | 鷺梁津・堂山・金浦空港・開花方面             |
| 下り | 9号線 | 新盤浦・新論峴・総合運動場・中央報勲病院方面 |

## 歴史
- 2008年9月18日 -  旧盤浦駅に駅名が確定[1]。
- 2009年7月24日 - 開業。

### 駅名について
駅名は「ソリッケ（서릿개）」を予定していたが、現在は使用されていない古い地名であることや、近隣にある「ソレ村（서래마을）」を混同させてしまうこと、ソリッケのケ（개）を「犬」と思わせてしまうことから、駅名を「旧盤浦駅」か「盤浦本駅」に変更してほしいという著名運動が6,700人余りの近隣住民によって行われた。その結果、ソウル市メトロ9号線は「旧盤浦駅」に変更した。

## 利用状況
近年の一日平均利用人員推移は下記のとおり。
なお、9号線の2009年は開業日の7月24日から12月31日までの161日間を基準にしたものである。
| 路線  | 路線     | 2000年 | 2001年 | 2002年 | 2003年 | 2004年 | 2005年 | 2006年 | 2007年 | 2008年 | 2009年 | 出典  |
| ----- | -------- | ------ | ------ | ------ | ------ | ------ | ------ | ------ | ------ | ------ | ------ | ----- |
| 9号線 | 乗車人員 | 未開業 | 未開業 | 未開業 | 未開業 | 未開業 | 未開業 | 未開業 | 未開業 | 未開業 | 1,749  | [ 4 ] |
| 9号線 | 降車人員 | 未開業 | 未開業 | 未開業 | 未開業 | 未開業 | 未開業 | 未開業 | 未開業 | 未開業 | 1,938  | [ 4 ] |
| 9号線 | 乗降人員 | 未開業 | 未開業 | 未開業 | 未開業 | 未開業 | 未開業 | 未開業 | 未開業 | 未開業 | 3,689  | [ 4 ] |
| 路線  | 路線     | 2010年 | 2011年 | 2012年 | 2013年 | 2014年 | 2015年 | 2016年 | 2017年 | 2018年 | 2019年 | 出典  |
| 9号線 | 乗車人員 | 2,174  | 2,447  | 2,883  | 3,068  | 3,355  | 3,336  | 3,258  | 3,245  | 3,055  | 3,125  | [ 4 ] |
| 9号線 | 降車人員 | 2,376  | 2,655  | 3,111  | 3,283  | 3,602  | 3,524  | 3,452  | 3,427  | 3,270  | 3,287  | [ 4 ] |
| 9号線 | 乗降人員 | 4,550  | 5,103  | 5,994  | 6,352  | 6,957  | 6,861  | 6,710  | 6,672  | 6,325  | 6,412  | [ 4 ] |

## 駅周辺
周辺は漢江沿いに住宅団地が並ぶ。
- 盤浦住公アパート
- 世和女子中学校
- 世和高等学校
- 世和女子高等学校
- ソウル盤浦初等学校
- 盤浦中学校
- 新盤浦中学校
- ウリィ銀行盤浦支店

## 隣の駅
ソウル市メトロ9号線
 9号線
急行
通過
一般（各駅停車）
銅雀駅 (920) - 旧盤浦駅 (921) - 新盤浦駅 (922)